# Георги Чимширов
Георги Петров Чимширов е български диригент, главен художествен ръководител и диригент на Разградската филхармония. На 27 януари 1997 година е удостоен със званието почетен гражданин на Разград. Той е почетен гражданин и на Чирпан. Получил е Златна лира на СМТДБ.

## Биография
Георги Чимширов е роден през 1939 година в град Чирпан. Още като студент през 1963 година, той за пръв път се изправя на диригентския пулт с палка в ръка – дирижирал в родния Чирпан оперетата „Време за любов“ на Димитър Вълчев. От 1971 година е диригент на Разградския симфоничен оркестър, а от 1979 година става негов главен диригент. С пословична работоспособност, амбиция и талант допринася за стабилизиране на оркестъра и за повишаване неговата професионална култура.
Георги Чимширов има голям принос за съхранението и развитието на музикалната традиция, неговата дейност е пряко свързана с успешното социално и духовно развитие на Разград.
Той разширява и обогатява репертоара на оркестъра във всички стилове и жанрове. От този ранен период в концертната му дейност се помнят изпълненията на Девета симфония на Шостакович, на Патетична оратория от Свиридов в Зала „България“ заедно с хор „Маяковски“ през 1986 година. На 29 януари 1995 година Българската национална телевизия излъчва в рубриката си „Неделни концерти“ пряко от залата на театъра в Разград концерт на оркестъра, в който участва и забележителната българска цигуларка Ваня Миланова. Неговото име се свързва и със създаването и провеждането на Творческите срещи на младите пианисти, на Националния конкурс за млади пианисти „Димитър Ненов“, който от 2001 година прераства в Международен конкурс за млади пианисти „Димитър Ненов“. Инициатор е и на други фестивали, като Балкански форум на младия пианист, Разградска есен и др. През 1980 година прави първото задгранично турне на оркестъра в Германия, след което следват турнета в Гърция, Швеция, Турция, Италия. Гостувал е като диригент в Италия, Полша, Русия, Гърция, Турция, Швеция, Германия и др.
На 27 януари 1997 г. е обявен е за почетен гражданин на Разград.